# Struma (Fluss)
Die Struma (bulgarisch Струма; neugriechisch Στρυμόνας Strymonas; türkisch Karasu; altgriechisch Στρυμών Strymōn) ist ein Fluss in Südwestbulgarien und Nordgriechenland.

## Verlauf
Die Struma fließt vom Witoscha-Gebirge ins Thrakische Meer in der nördlichen Ägäis und hat eine Länge von 408 km.

### Bulgarien
Die Quelle liegt am Südabhang des Witoscha-Gebirges in 2180 m Höhe, 600 m entfernt von der höchsten Spitze des Witoscha-Gebirges – dem Tscherni Wrach (Черни връх). Der Fluss fließt nach Süden durch die Provinzen Pernik (Перник), Kjustendil (Кюстендил) und Blagoewgrad (Благоевград) in Pirin-Mazedonien und verlässt nach 290 km beim Dorf Kulata das bulgarische Territorium. Damit ist die Struma der fünftlängste Fluss Bulgariens nach Iskar (Искър), Tundscha (Тунджа), Mariza (Марица) und Ossam (Осъм).
Auf bulgarischem Territorium entwässert die Struma 10.797 km² von Südwestbulgarien. Hierzu nimmt die Struma Wasser aus 42 Zuflüssen auf. Es handelt sich vorwiegend um Gebirgsflüsse. Folglich haben sie ein starkes Gefälle – bis zu 11 %. Die Zuflüsse sind unter anderem (Auswahl):
- Konska (Конска река)
- Dragowischtiza (Драговищица)
- Sovoljanska Bistriza (Бистрица)
- Dscherman (Джерман)
- Rila (Рилска река)
- Ilina (Илиина река)
- Blagoewgradska Bistriza (Благоевградска Бистрица)
- Sandanska Bistriza (Санданска Бистрица)
- Strumeschniza (Струмешница)

Bis Petritsch (Петрич) hat die Struma ein starkes Gefälle. Von da ab nimmt das Gefälle auf 5,3 % ab.

### Griechenland

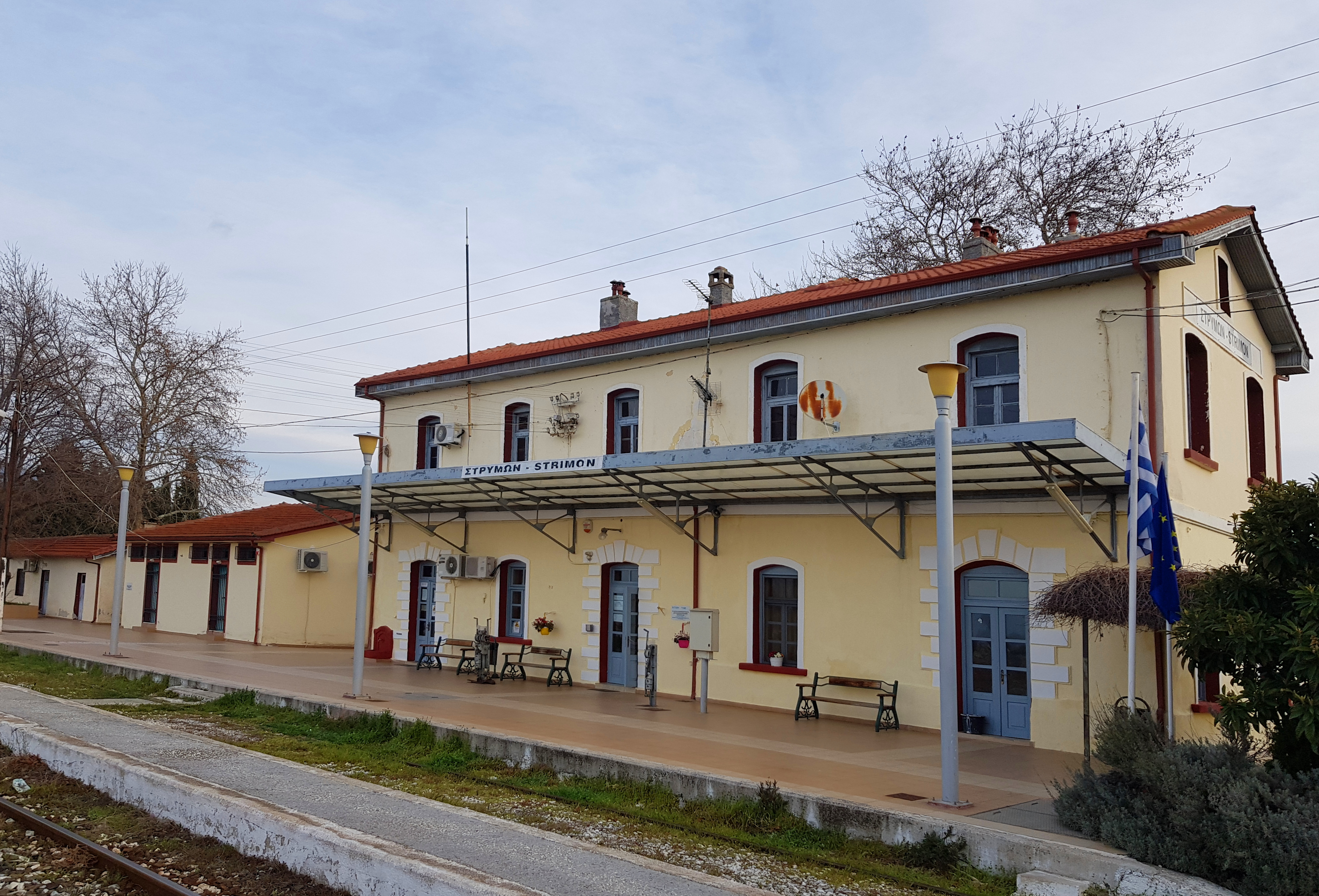
Der Fluss trennt die Ortschaft Strimonochori von der nahen Bahnstation, die nach dem Fluss Strimon (Στρυμων) benannt ist.

Der Strymonas (die Struma) fließt ab dem Roupel-Pass nordwestlich in kurzer Distanz zur Ortschaft Promachonas in griechisches Territorium. Er fließt zunächst im Strymonas-Tal in südlicher Richtung bis zur Ortschaft Neo Petritsi. Der Strymonas schwenkt südöstlich von Neo Petritsi nach Westen und spaltet sich in zwei Arme. Der westliche Arm mündet in den aufgestauten Kerkini-See und fließt von dort südöstlich weiter, wo er in der Nähe des Dorfes Lithotopos wieder in den östlichen Arm mündet. Der Flussabschnitt ab Lithotopos, wo eine Staumauer steht, ist zur Vermeidung von Überschwemmungen kanalisiert. Der Kerkini-See liegt unmittelbar südlich des Berges Kerkini (Beles). Er hat einen trichterförmigen Umriss und erstreckt sich in seiner Längsachse von Nord-Nordwesten nach Südosten. Der ursprüngliche Verlauf des Flusses vor dem Aufstau zum Kerkini-See beschrieb im nördlichen Teil des Sees einen von Osten nach Südosten führenden Bogen.
Entlang der Nordostflanke des Berges Mavrovouni fließt der Strymonas zunächst weiter nach Südosten. Bei der Ortschaft Strymoniko, welche ihren Namen vom angrenzenden Fluss erhielt, orientiert sich der Strymonas nach Osten in die Mitte der Strymonas-Ebene in der Präfektur Serres hinein. In der Nähe der Ortschaft Strymoniko passiert die Nationalstraße 12 (Europastraße 79) den Strymonas auf einer Brücke; zukünftig wird nach vollzogenem Ausbau die Autobahn 25 den Strymonas an dieser Stelle überbrücken.
Zwischen den Ortschaften Pethelinos und Mavrothalassa dreht sich der Strymonas mit einem Bogen nach Süden. Am Kreuzungspunkt einer gedachten Linie zwischen den Ortschaften Mavrothalassa und Draviskos erhält der Strymonas seinen wichtigsten Zufluss in Griechenland, den Angitis, welcher aus Nordosten kommend einmündet. Etwas weiter südlich, zwischen den Ortschaften Aidonochori und Paleokomi endet der kanalisierte Abschnitt der Strymonas.
Nach Ende des kanalisierten Verlaufs passiert der Strymonas in Bögen und Windungen die Passage zwischen dem Kerdylio-Massiv im Westen und dem Pangeo-Massiv im Osten in Form eines Tals und erreicht seine Mündung in den Strymonischen Golf. Auf einer Anhöhe des Pangeo-Massivs befinden sich die Überreste der bedeutenden antiken Stadt Amphipolis (Ennea Odoi). Kurz vor der Mündung in den Strymonischen Golf wird der Strymonas von der Eisenbahnlinie Thessaloniki-Alexandroupolis-Istanbul sowie von der Nationalstraße 2 und der Autobahn 2 (Europastraße 90) überquert.
In seinem griechischen Verlauf wird der Strymonas intensiv zur Bewässerung landwirtschaftlicher Flächen benutzt.

## Geschichte
Im Altertum bildete die Struma die Grenze zwischen Makedonien und Thrakien, ihr ursprünglicher Name war Aioneios. Aufgrund dieser Grenzfunktion und der damit verbundenen strategischen Wichtigkeit kam es im Gebiet der Struma immer wieder zu kriegerischen Auseinandersetzungen.
Nach der griechischen Mythologie fand im Mündungsgebiet des Flusses eine Schlacht statt zwischen Dionysos und den Edonern unter ihrem König Lykurg. Ebenfalls zur griechischen Mythologie gehört die personifizierte Figur des Flussgottes Strymon. Im antiken Griechenland wurde die Stadt Amphipolis mit dem Hafen Eion an der Mündung ins Ägäische Meer erbaut. Während des Peloponnesischen Krieges war das Tal der Struma kurz vor der Mündung in die Ägäis Schauplatz der Kämpfe um die Stadt Amphipolis zwischen Athen und Sparta (Schlacht von Amphipolis, 422 v. Chr.). 356 v. Chr. ist das Struma-Tal wieder Schauplatz kriegerischer Auseinandersetzungen, als der makedonische König Philipp II. Amphipolis für das makedonische Königreich erobert. Die Schlacht von Kleidion im Rahmen eines byzantinisch-bulgarischen Krieges fand 1014 an diesem Fluss statt.
Während der Balkankriege war das Struma-Tal Schauplatz von Kämpfen und Schlachten. Nach dem im ersten Balkankrieg 1912 eine Aufteilung der ehemaligen Provinzen des osmanischen Reiches unter den Siegern Bulgarien, Serbien und Griechenland vorgenommen wurde, kam es bereits ein Jahr später 1913 infolge Territorialstreitigkeiten unter anderem über die Zugehörigkeit von Thrakien zu Griechenland (oder Bulgarien) zum Zweiten Balkankrieg zwischen Bulgarien auf der einen sowie Griechenland, Serbien und Rumänien auf der anderen Seite. Im Verlauf der Auseinandersetzungen zwischen Bulgarien und Griechenland wurde 1913 die griechische Armee in der Kresna-Schlucht der Struma eingekesselt und drohte eine vernichtende Niederlage zu erleiden. Durch den Vormarsch rumänischer Truppen auf Sofia wurde trotz dieses militärischen Erfolges gegen die griechische Armee der Krieg von Bulgarien verloren (Friede von Bukarest (1913)). Im Ersten Weltkrieg bildete der Unterlauf der Struma ab 1916 einen Teil der Salonikifront.

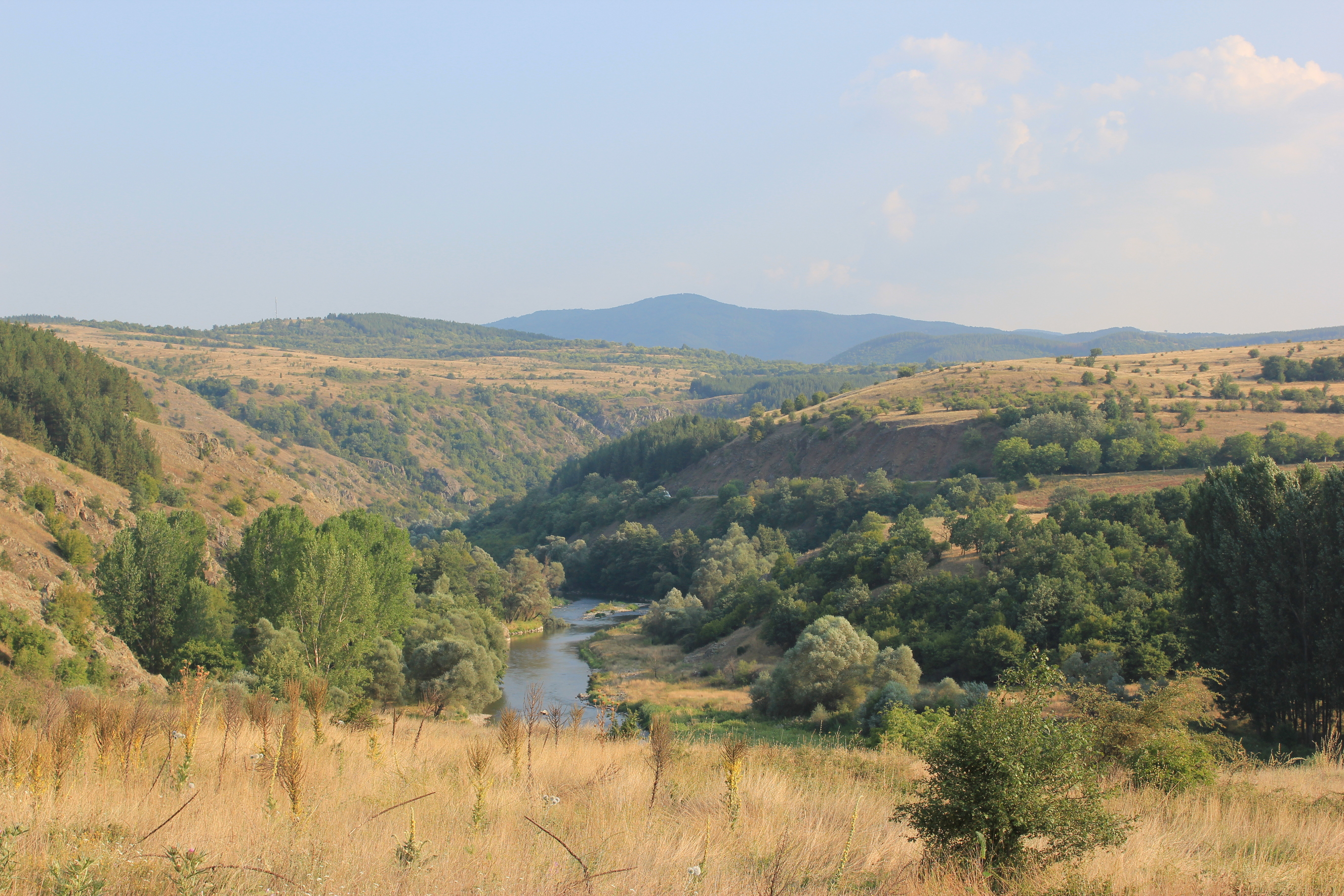
Die Struma zwischen Kjustendil und Dupnitsa

Ab 1936 wurde die Umgebung des Roupel-Passes am Strymonas-Tal durch den griechischen Diktator Ioannis Metaxas im Rahmen der sogenannten Metaxas-Linie als militärischer Schutzwall gegen einen angenommenen Angriff von bulgarischem Territorium aus ausgebaut. Im Zweiten Weltkrieg trat just dieser Fall am 6. April 1941 ein. Das Strymonas-Tal und seine Umgebung, insbesondere der Roupel-Pass, waren Schauplatz der Invasion Griechenlands durch Truppen der Wehrmacht im Rahmen des Unternehmens Marita (Balkanfeldzug). Hierbei griffen Wehrmachtsverbände die befestigten Stellungen der griechischen Armee frontal an und durchbrachen diese trotz heftiger Gegenwehr binnen weniger Tage. Während der Besatzung Griechenlands im Zweiten Weltkrieg markierte die Struma die westliche Grenze der bulgarischen Besatzungszone.
Seit 2004 ist der Fluss Namensgeber für den Struma-Gletscher auf der Livingston-Insel in der Antarktis.
Anfang Dezember 2010 überflutete der Fluss Kjustendil und zerstörte die Europastraße 79 sowie die Bahnverbindung Sofia-Thessaloniki in der Kresna-Schlucht. Auch Pernik wurde bedroht.